# Filmografia di Clint Eastwood

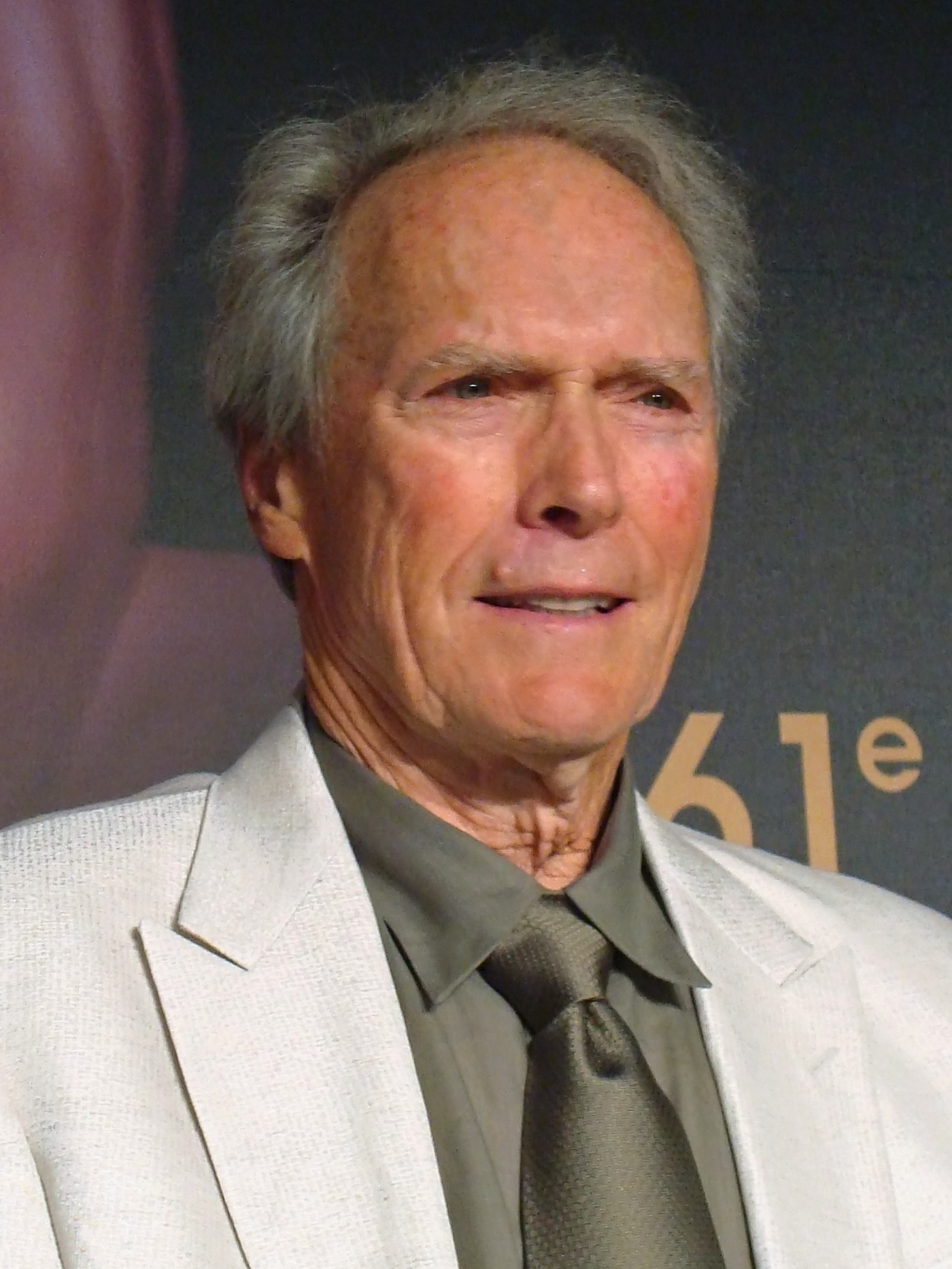
Clint Eastwood nel 2008

Clint Eastwood è un attore, regista, produttore cinematografico e compositore statunitense. Ha iniziato la sua carriera cinematografica recitando piccoli ruoli in film e serie televisive. Ha interpretato più di 40 film come attore protagonista, ed in molti suoi film interpretati ha partecipato anche come regista, produttore e compositore. Il suo debutto come attore protagonista è nella serie televisiva Gli uomini della prateria nel 1959. È divenuto famoso soprattutto per aver interpretato l'Uomo senza nome nella Trilogia del dollaro (Per un pugno di dollari, Per qualche dollaro in più e Il buono, il brutto, il cattivo) diretta da Sergio Leone, e il ruolo dell'Ispettore Callaghan nella serie poliziesca Dirty Harry.
Ha recitato in film western, comici, drammatici ma soprattutto in ruoli d'azione. Oltre ai film che lo hanno reso famoso, ha recitato in altri film come L'uomo nel mirino, Lo straniero senza nome, Il texano dagli occhi di ghiaccio, Bronco Billy, Gunny, Nel centro del mirino, I ponti di Madison County, Fino a prova contraria, Gran Torino e Il corriere - The Mule. Ha inoltre diretto molti film da lui non interpretati come per esempio Mezzanotte nel giardino del bene e del male, Mystic River, Changeling, Invictus - L'invincibile, J. Edgar, Jersey Boys, American Sniper e Richard Jewell.
Ha anche composto diverse colonne sonore dei suoi film, ricevendo anche riconoscimenti per le musiche originali.
Ha ricevuto diversi premi e riconoscimenti tra cui quattro Premio Oscar, due per il film Gli spietati e due per Million Dollar Baby, ed un altro Oscar alla memoria Irving G. Thalberg come produttore. Ha anche vinto sei Golden Globe.

## Filmografia

### Attore

#### Cinema

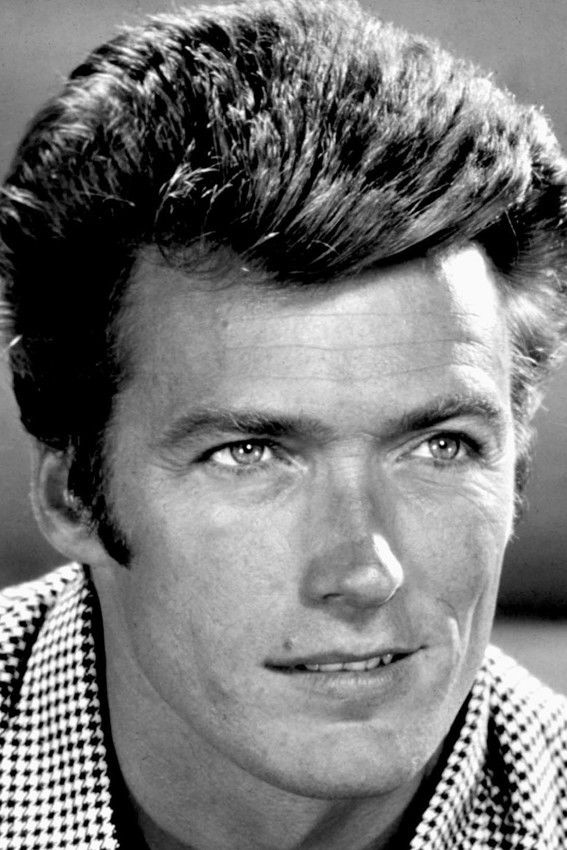
Clint Eastwood in una foto pubblicitaria negli anni sessanta

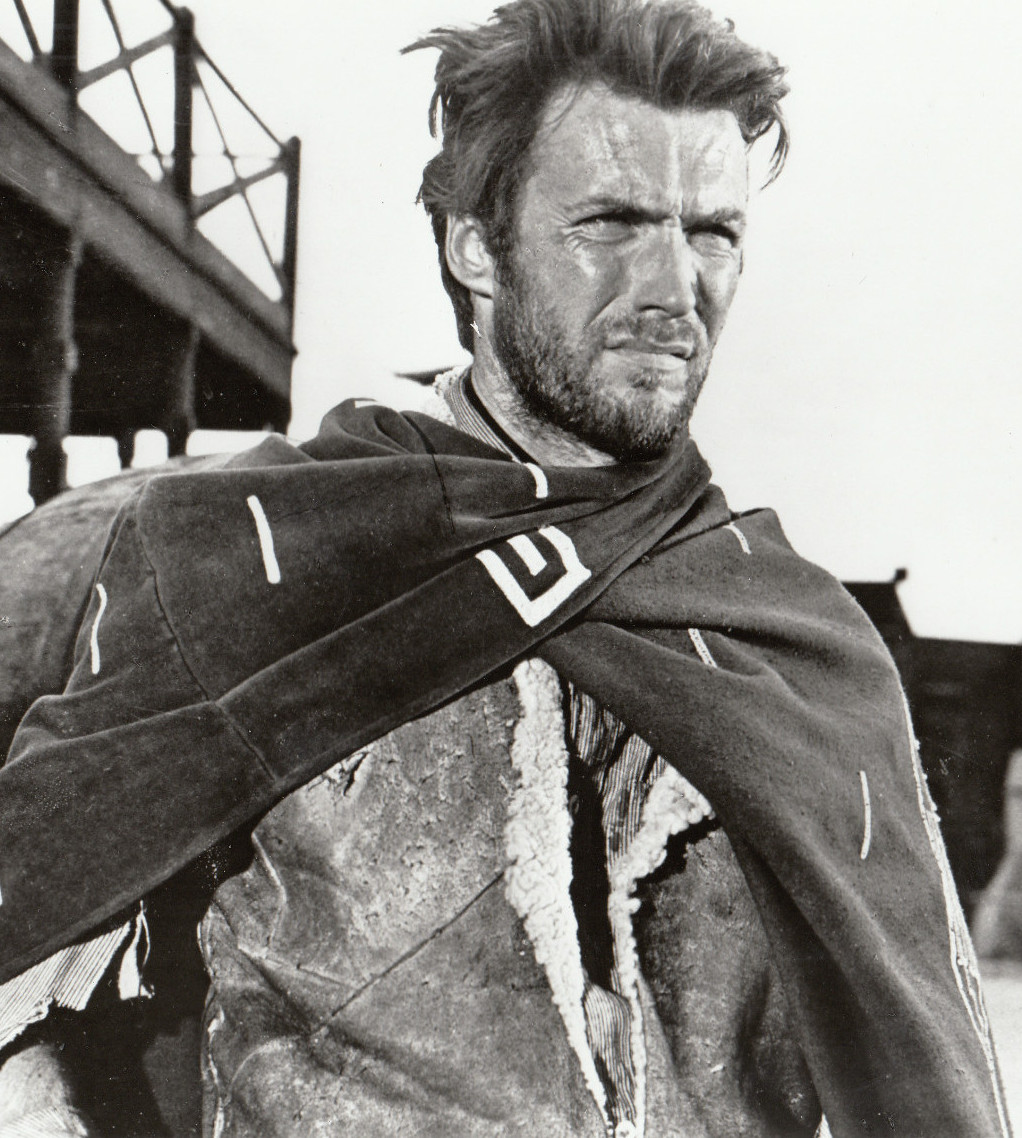
Clint Eastwood nei panni dell'Uomo senza nome

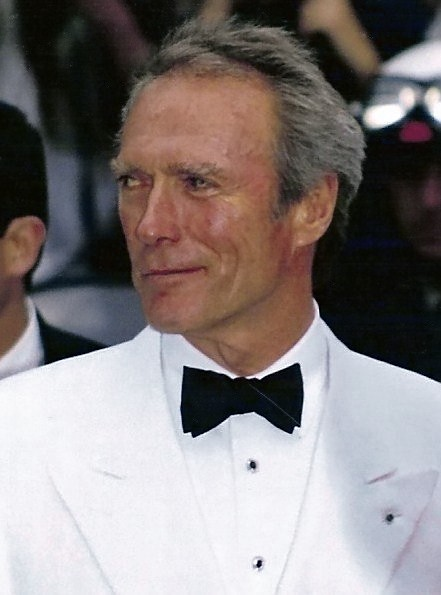
Clint Eastwood al Festival di Cannes 1994

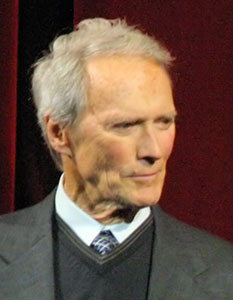
Clint Eastwood all'anteprima di Lettere da Iwo Jima (2007)

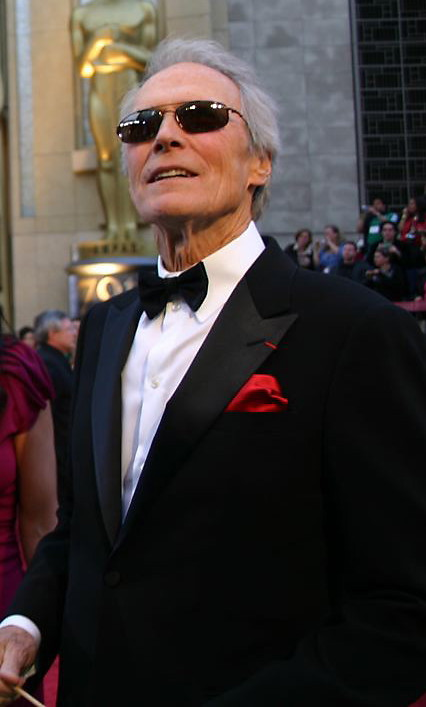
Clint Eastwood ai Premi Oscar 2007

- La vendetta del mostro (Revenge of the Creature), regia di Jack Arnold (1955) - non accreditato
- Francis in the Navy, regia di Arthur Lubin (1955)
- Lady Godiva (Lady Godiva of Coventry), regia di Arthur Lubin (1955) - non accreditato
- Tarantola (Tarantula), regia di Jack Arnold (1955) - non accreditato
- Come prima... meglio di prima (Never Say Goodbye), regia di Jerry Hopper (1956) - non accreditato
- Esecuzione al tramonto (Star in the Dust), regia di Charles F. Haas (1956) - non accreditato
- Scialuppe a mare (Away All Boast), regia di Joseph Pevney (1956) - non accreditato
- Vita di una commessa viaggiatrice (The First Traveling Saleslady), regia di Arthur Lubin (1956)
- Due gentiluomini attraverso il Giappone (Escapade in Japan), regia di Arthur Lubin (1957) - non accreditato
- La squadriglia Lafayette (Lafayette Escadrille), regia di William A. Wellman (1958)
- L'urlo di guerra degli apaches (Ambush at Cimarron Pass), regia di Jodie Copelan (1958)
- Per un pugno di dollari, regia di Sergio Leone (1964)
- Per qualche dollaro in più, regia di Sergio Leone (1965)
- Il buono, il brutto, il cattivo, regia di Sergio Leone (1966)
- Le streghe, episodio Una sera come le altre, regia di Vittorio De Sica (1967)
- Impiccalo più in alto (Hang 'Em High), regia di Ted Post (1968)
- L'uomo dalla cravatta di cuoio (Coogan's Bluff), regia di Don Siegel (1968)
- Dove osano le aquile (Where Eagles Dare), regia di Brian G. Hutton (1968)
- La ballata della città senza nome (Paint Your Wagon), regia di Joshua Logan (1969)
- Gli avvoltoi hanno fame (Two Mules for Sister Sara), regia di Don Siegel (1970)
- I guerrieri (Kelly's Heroes), regia di Brian G. Hutton (1970)
- La notte brava del soldato Jonathan (The Beguiled), regia di Don Siegel (1971)
- Brivido nella notte (Play Misty For Me), regia di Clint Eastwood (1971)
- Ispettore Callaghan: il caso Scorpio è tuo! (Dirty Harry), regia di Don Siegel (1971)
- Joe Kidd, regia di John Sturges (1972)
- Lo straniero senza nome (High Plains Drifter), regia di Clint Eastwood (1973)
- Breezy, regia di Clint Eastwood (1973) - cameo non accreditato
- Una 44 Magnum per l'ispettore Callaghan (Magnum Force), regia di Ted Post (1973)
- Una calibro 20 per lo specialista (Thunderbolt and Lighfoot), regia di Michael Cimino (1974)
- Assassinio sull'Eiger (The Eiger Sanction), regia di Clint Eastwood (1975)
- Il texano dagli occhi di ghiaccio (The Outlaw Josey Wales), regia di Clint Eastwood (1976)
- Cielo di piombo, ispettore Callaghan (The Enforcer), regia di James Fargo (1976)
- L'uomo nel mirino (The Gauntlet), regia di Clint Eastwood (1977)
- Filo da torcere (Every Which Way But Loose), regia di James Fargo (1978)
- Fuga da Alcatraz (Escape from Alcatraz), regia di Don Siegel (1979)
- Bronco Billy, regia di Clint Eastwood (1980)
- Fai come ti pare (Any Which Way You Can), regia di Buddy Van Horn (1980)
- Firefox - Volpe di fuoco (Firefox), regia di Clint Eastwood (1982)
- Honkytonk Man, regia di Clint Eastwood (1982)
- Coraggio... fatti ammazzare (Sudden Impact), regia di Clint Eastwood (1983)
- Corda tesa (Tightrope), regia di Richard Tuggle (1984)
- Per piacere... non salvarmi più la vita (City Heat), regia di Richard Benjamin (1984)
- Il cavaliere pallido (Pale Rider), regia di Clint Eastwood (1985)
- Gunny (Heartbreak Ridge), regia di Clint Eastwood (1986)
- Scommessa con la morte (The Dead Pool), regia di Buddy Van Horn (1988)
- Pink Cadillac, regia di Buddy Van Horn (1989)
- Cacciatore bianco, cuore nero (White Hunter Black Heart), regia di Clint Eastwood (1990)
- La recluta (The Rookie), regia di Clint Eastwood (1990)
- Gli spietati (Unforgiven), regia di Clint Eastwood (1992)
- Nel centro del mirino (In the Line of Fire), regia di Wolfgang Petersen (1993)
- Un mondo perfetto (A Perfect World), regia di Clint Eastwood (1993)
- Casper, regia di Brad Silberling (1995) - cameo non accreditato
- I ponti di Madison County (The Bridges of Madison County), regia di Clint Eastwood (1995)
- Potere assoluto (Absolute Power), regia di Clint Eastwood (1997)
- Fino a prova contraria (True Crime), regia di Clint Eastwood (1999)
- Space Cowboys, regia di Clint Eastwood (2000)
- Debito di sangue (Blood Work), regia di Clint Eastwood (2002)
- Million Dollar Baby, regia di Clint Eastwood (2004)
- Gran Torino, regia di Clint Eastwood (2008)
- Di nuovo in gioco (Trouble with the Curve), regia di Robert Lorenz (2012)
- American Sniper, regia di Clint Eastwood (2014) - cameo; scena tagliata
- Il corriere - The Mule (The Mule), regia di Clint Eastwood (2018)
- Cry Macho - Ritorno a casa (Cry Macho), regia di Clint Eastwood (2021)

#### Televisione
- TV Reader's Digest – serie TV, episodio 2x16 (1956)
- La pattuglia della strada (Highway Patrol) – serie TV, episodio 1x27 (1956)
- Death Valley Days – serie TV, episodio 5x07 (1956)
- West Point – serie TV, episodio 1x22 (1957)
- Navy Log – serie TV, episodio 3x17 (1958)
- Gli uomini della prateria (Rawhide) – serie TV, 217 episodi (1959-1966)
- Maverick – serie TV, episodio 2x19 (1959)
- Alfred Hitchcock presenta (Alfred Hitchcock Presents) – serie TV, episodio 4x32 (1959) - non accreditato
- Mister Ed, il mulo parlante (Mister Ed) – serie TV, episodio 2x25 (1959)

#### Documentari
- Kurosawa, regia di Adam Low (2000)
- La prima volta a Venezia, regia di Antonello Sarno (2010)
- The Eastwood Factor, regia di Richard Schickel (2010)
- Kurosawa, La Voie, regia di Catherine Cadou (2011)
- Casting By, regia di Tom Donahue (2012)
- Tab Hunter Confidential, regia di Jeffrey Schwarz (2015)
- The Godfather of Fitness, regia di Rade Popovic - cortometraggio (2017)
- Salvate Sad Hill (Sad Hill Unearthed), regia di Guillermo de Oliveira (2017)
- Clint Eastwood: L'eredità cinematografica (Clint Eastwood: A Cinematic Legacy), regia di Gary Leva (2021)
- Ennio, regia di Giuseppe Tornatore (2021)
- Sergio Leone - L'italiano che inventò l'America, regia di Francesco Zippel (2022)

### Regista
- Brivido nella notte (Play Misty for Me) (1971)
- Ispettore Callaghan: il caso Scorpio è tuo! (Dirty Harry) (1971) - non accreditato[9]
- The Beguiled: The Storyteller - documentario (1971) - cortometraggio
- Lo straniero senza nome (High Plains Drifter) (1973)
- Breezy (1973)
- Assassinio sull'Eiger (The Eiger Sanction) (1975)
- Il texano dagli occhi di ghiaccio (The Outlaw Josey Wales) (1976)
- L'uomo nel mirino (The Gauntlet) (1977)
- Bronco Billy (1980)
- Firefox - Volpe di fuoco (Firefox) (1982)
- Honkytonk Man (1982)
- Coraggio... fatti ammazzare (Sudden Impact) (1983)
- Corda tesa (Tightrope) (1984) - non accreditato
- Il cavaliere pallido (Pale Rider) (1985)
- Storie incredibili (Amazing Stories) - serie TV, episodio 1x12 (1985)
- Gunny (Hearthbreak Ridge) (1986)
- Bird (1988)
- Cacciatore bianco, cuore nero (White Hunter Black Heart) (1990)
- La recluta (The Rookie) (1990)
- Gli spietati (Unforgiven) (1992)
- Un mondo perfetto (A Perfect World ) (1993)
- I ponti di Madison County (The Bridges of Madison County) (1995)
- Potere assoluto (Absolute Power) (1997)
- Mezzanotte nel giardino del bene e del male (Midnight in the Garden of Good and Evil) (1997)
- Fino a prova contraria (True Crime) (1999)
- Diana Krall: Why Should I Care - videoclip (1999)
- Space Cowboys (2000)
- Debito di sangue (Blood Work) (2002)
- Mystic River (2003)
- The Blues episodio Piano Blues - documentario (2003)
- Million Dollar Baby (2004)
- Flags of Our Fathers (2006)
- Lettere da Iwo Jima (Letters from Iwo Jima) (2006)
- Changeling (2008)
- Gran Torino (2008)
- Invictus - L'invincibile (Invictus) (2009)
- Hereafter (2010)
- J. Edgar (2011)
- Jersey Boys (2014)
- American Sniper (2014)
- Sully (2016)
- Ore 15:17 - Attacco al treno (The 15:17 to Paris) (2018)
- Il corriere - The Mule (The Mule) (2018)
- Richard Jewell (2019)
- Cry Macho - Ritorno a casa (Cry Macho) (2021)
- Giurato numero 2 (Juror #2) (2024)

### Produttore
- Impiccalo più in alto (Hang 'Em High), regia di Ted Post (1968) - produttore esecutivo; non accreditato
- L'uomo dalla cravatta di cuoio (Coogan's Bluff), regia di Don Siegel (1968) - produttore esecutivo; non accreditato
- Gli avvoltoi hanno fame (Two Mules for Sister Sara), regia di Don Siegel (1970) - produttore esecutivo; non accreditato
- La notte brava del soldato Jonathan, regia di Don Siegel (1971) - produttore esecutivo; non accreditato
- Brivido nella notte (Play Misty For Me), regia di Clint Eastwood (1971) - produttore esecutivo; non accreditato
- Ispettore Callaghan: il caso Scorpio è tuo! (Dirty Harry), regia di Don Siegel (1971) - produttore esecutivo; non accreditato
- Joe Kidd, regia di John Sturges (1972) - produttore esecutivo; non accreditato
- Firefox - Volpe di fuoco (Firefox), regia di Clint Eastwood (1982)
- Honkytonk Man, regia di Clint Eastwood (1982)
- Coraggio... fatti ammazzare (Sudden Impact), regia di Clint Eastwood (1983)
- Corda tesa (Tightrope), regia di Richard Tuggle (1984)
- Il cavaliere pallido (Pale Rider), regia di Clint Eastwood (1985)
- Ratboy, regia di Sondra Locke (1986) - produttore esecutivo; non accreditato
- Gunny (Heartbreak Ridge), regia di Clint Eastwood (1986)
- Bird, regia di Clint Eastwood (1988)
- Thelonious Monk: Straight, No Chaser, regia di Charlotte Zwerin - documentario (1988) - produttore esecutivo
- Cacciatore bianco, cuore nero (White Hunter Black Heart), regia di Clint Eastwood (1990)
- Gli spietati (Unforgiven), regia di Clint Eastwood (1992)
- Un mondo perfetto (A Perfect World), regia di Clint Eastwood (1993)
- Nel Texas cadevano le stelle (The Stars Fell on Henrietta), regia di James Keach (1995)
- I ponti di Madison County (The Bridges of Madison County), regia di Clint Eastwood (1995)
- 77 Sunset Strip, regia di Félix Enríquez Alcalá - film TV (1995)
- Potere assoluto (Absolute Power), regia di Clint Eastwood (1997)
- Mezzanotte nel giardino del bene e del male (Midnight in the Garden of Good and Evil), regia di Clint Eastwood (1997)
- Monterey Jazz Festival: 40 Legendary Years, regia di Will Harper - documentario (1998) - produttore esecutivo
- Fino a prova contraria (True Crime), regia di Clint Eastwood (1999)
- Space Cowboys, regia di Clint Eastwood (2000)
- Debito di sangue (Blood Work), regia di Clint Eastwood (2002)
- Mystic River, regia di Clint Eastwood (2003)
- The Blues episodio Piano Blues, regia di Clint Eastwood - documentario (2003)
- Million Dollar Baby, regia di Clint Eastwood (2004)
- Budd Boetticher: A Man Can Do That, regia di Bruce Ricker - documentario (2005) - produttore esecutivo
- Budd Boetticher: An American Original, regia di Bruce Ricker - documentario (2005) - produttore esecutivo
- Flags of Our Fathers, regia di Clint Eastwood (2006)
- Lettere da Iwo Jima (Letters from Iwo Jima), regia di Clint Eastwood (2006)
- Changeling, regia di Clint Eastwood (2008)
- American Masters - miniserie TV, 2 episodi - documentario (2008)
- Gran Torino, regia di Clint Eastwood (2008)
- Johnny Mercer: The Dream's on Me, regia di Bruce Ricker - documentario (2009) - produttore esecutivo
- Invictus - L'invincibile (Invictus), regia di Clint Eastwood (2009)
- Hereafter, regia di Clint Eastwood (2010)
- Dave Brubeck: In His Own Sweet Way, regia di Bruce Ricker - documentario (2010) - produttore e produttore esecutivo
- J. Edgar, regia di Clint Eastwood (2011)
- Di nuovo in gioco (Trouble with the Curve), regia di Robert Lorenz (2012)
- Jersey Boys, regia di Clint Eastwood (2014)
- American Sniper, regia di Clint Eastwood (2014)
- Sully, regia di Clint Eastwood (2016)
- Indian Horse, regia di Stephen S. Campanelli (2018) - produttore esecutivo
- Ore 15:17 - Attacco al treno (The 15:17 to Paris), regia di Clint Eastwood (2018)
- Il corriere - The Mule (The Mule), regia di Clint Eastwood (2018)
- Richard Jewell, regia di Clint Eastwood (2019)
- Cry Macho - Ritorno a casa (Cry Macho), regia di Clint Eastwood (2021)
- Giurato numero 2 (Juror No. 2), regia di Clint Eastwood (2024)

### Colonne sonore
- Bronco Billy, regia di Clint Eastwood (1980)
- Honkytonk Man, regia di Clint Eastwood (1982)
- Per piacere... non salvarmi più la vita (City Heat), regia di Richard Benjamin (1984)
- Gunny (Heartbreak Ridge), regia di Clint Eastwood (1986)
- Gli spietati (Unforgiven), regia di Clint Eastwood (1992)
- Un mondo perfetto (A Perfect World), regia di Clint Eastwood (1993)
- I ponti di Madison County (The Bridges of Madison County), regia di Clint Eastwood (1995)
- Potere assoluto (Absolute Power), regia di Clint Eastwood (1997)
- Fino a prova contraria (True Crime), regia di Clint Eastwood (1999)
- Space Cowboys, regia di Clint Eastwood (2000)
- Mystic River, regia di Clint Eastwood (2003)
- Million Dollar Baby, regia di Clint Eastwood (2004)
- Flags of Our Fathers, regia di Clint Eastwood (2006)
- Lettere da Iwo Jima (Letters from Iwo Jima), regia di Clint Eastwood (2007)
- Grace Is Gone, regia di James C. Strouse (2007)
- Changeling, regia di Clint Eastwood (2008)
- Gran Torino, regia di Clint Eastwood (2008)
- Hereafter, regia di Clint Eastwood (2010)
- J. Edgar, regia di Clint Eastwood (2011)